# 関重嶷
関重嶷（せき しげたか、宝暦6年（1756年）9月3日 - 天保7年（1836年）12月17日）は、江戸時代中期・後期の武士である。上野国伊勢崎藩家老。字は子岐。通称は助之丞。号は喚醒、睡峒。名は「しげさと」とも読む。関当義（まさよし）の子。
山崎闇斎派の村志玉水に朱子学を学び、安永3年（1774年）藩校学習堂が創設されると学頭に就いた。
寛政9年（1797年）伊勢崎藩家老となるが、翌年蟄居を命じられる。天保2年（1831年）蟄居を解かれるが、天保7年（1836年）12月17日死去。
浅間山の天明大噴火の記録「沙降記」や地誌「伊勢崎風土記」などをあらわした。
墓は伊勢崎市曲輪町にあり、伊勢崎市指定史跡。